# 天神南駅

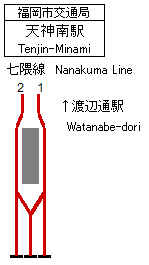
配線図（七隈線博多延伸前）

天神南駅（てんじんみなみえき）は、福岡県福岡市中央区渡辺通五丁目にある福岡市交通局（福岡市地下鉄）七隈線の駅。駅番号はN16。
駅のシンボルマークは空港線・箱崎線のシンボルマークをデザインした西島伊三雄が2001年（平成13年）に死去したため、それ以前に描かれていた原案を元に、息子で同じくグラフィックデザイナーの西島雅幸が完成させた。モチーフは通りゃんせで遊ぶ子どもたち。駅識別カラーは   DIC-50（系統色名：明るい紫みの赤）で、梅林駅・桜坂駅と共通。
管区駅長所在駅で、天神南管区駅として櫛田神社前駅 - 別府間を管理しているが、JR九州サービスサポートが駅業務を受託する業務委託駅である。

## 歴史
- 2000年（平成12年）12月26日 - 2001年（平成13年）10月21日：設計期間（実施設計者：葉デザイン事務所）[1]
- 2002年（平成14年）11月27日 - 2005年（平成17年）1月31日：施工期間（施工者：大林・大日本・松本・志多 建設工事共同企業体）[1]
- 2005年（平成17年）2月3日：開業。開業時から業務委託駅[5]。
- 2019年（平成31年）4月1日：茶山駅の管理を橋本管区駅へ移管する[6][7]。
- 2023年（令和5年）3月27日：当駅 - 博多駅間の延伸開業により途中駅になる[8]。同時に、当駅から天神駅への改札外乗継制度を廃止[9]。

## 駅構造
島式ホーム1面2線を有する地下駅。渡辺通り4丁目交差点東側の国道202号（国体道路）直下に位置し、コンコースの西端が天神地下街と接続している。博多駅への延伸前は、橋本駅とは異なり、当駅行きの列車は1番のりばでは折り返し列車にならず、駅の東側の引き上げ線で折り返し、すべて2番のりばから発車していた。
出入口は6か所に設けられている。
| 地階    | 出入口                       | 出入口                                     |
| 地下1階 | コンコース階                 | コンコース、案内所、自動券売機、自動改札口 |
| 地下1階 | コンコース階                 | トイレ（改札内）                           |
| 地下2階 | 1番ホーム                    | ■七隈線 博多方面（櫛田神社前駅）→          |
| 地下2階 | 島式ホーム，右側のドアが開く |                                            |
| 地下2階 | 2番ホーム                    | ←■七隈線 橋本方面（渡辺通駅）              |

- 各階の面積は、地上251平方メートル、地下1階5,601平方メートル、地下2階5,836平方メートル[1]。
- 七隈線の各駅は、利用者の目に留まる箇所に駅ごとに異なる材質の「個性化壁」が用いられているが、天神南駅は特別主要駅として駅全体の個性化が図られており、素材は透明なガラス[10]。
- 2023年3月26日までは空港線天神駅との間で改札外乗り換えの取り扱いがあった（後述）が、その際は緑色の乗り換え対応改札機（写真参照）を通過する必要があった。

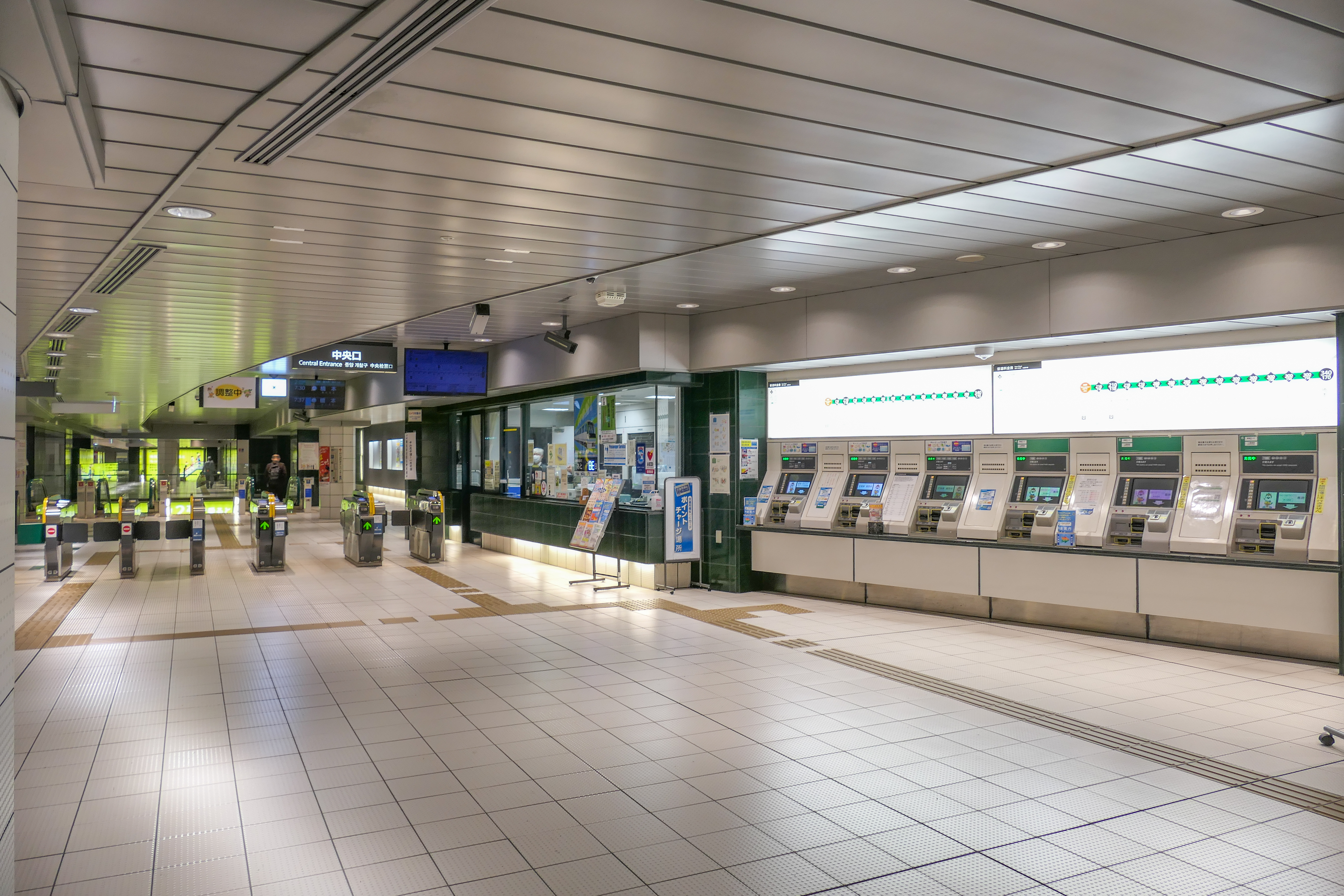
中央口改札と切符売り場（2022年12月）
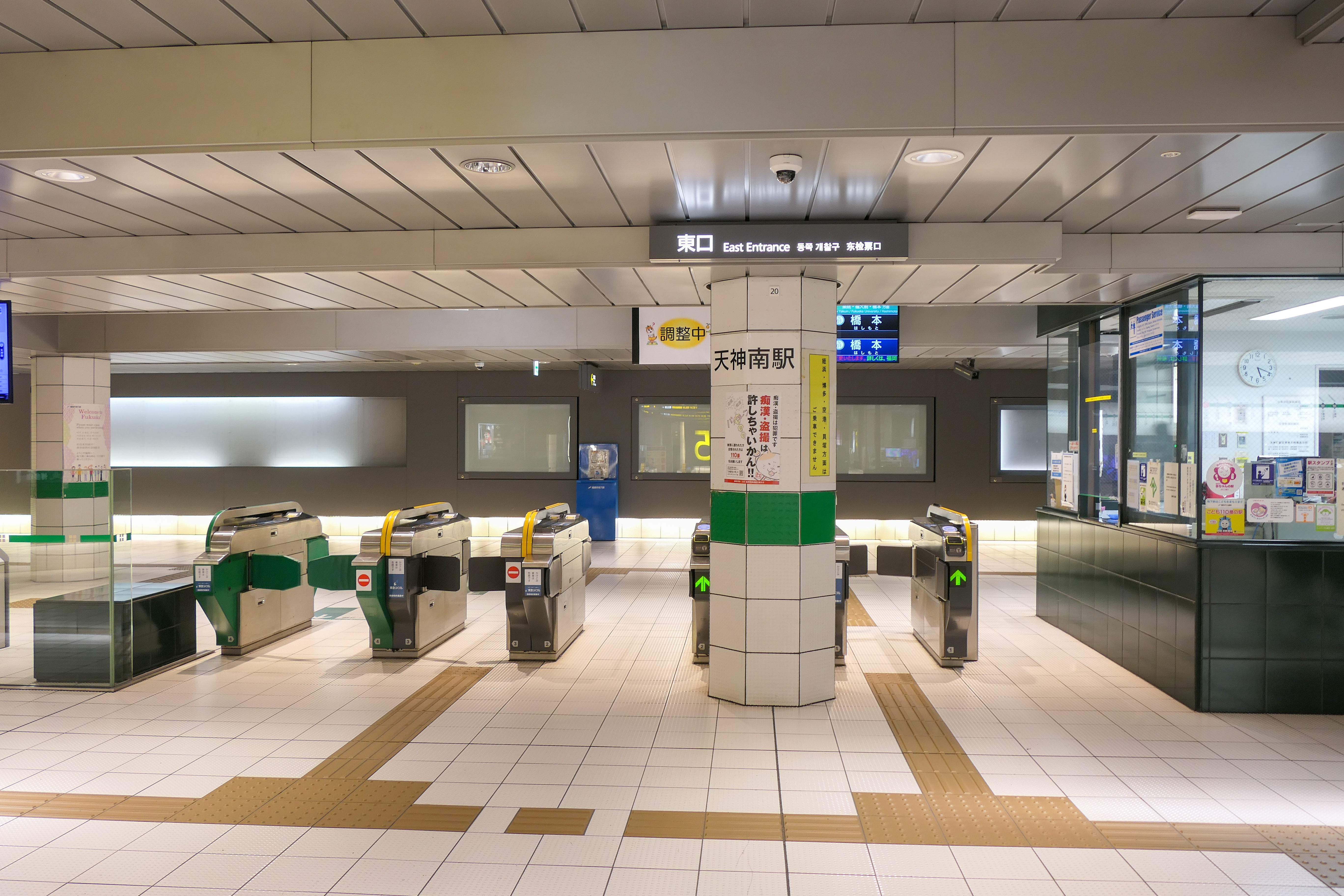
東口改札（2022年12月）
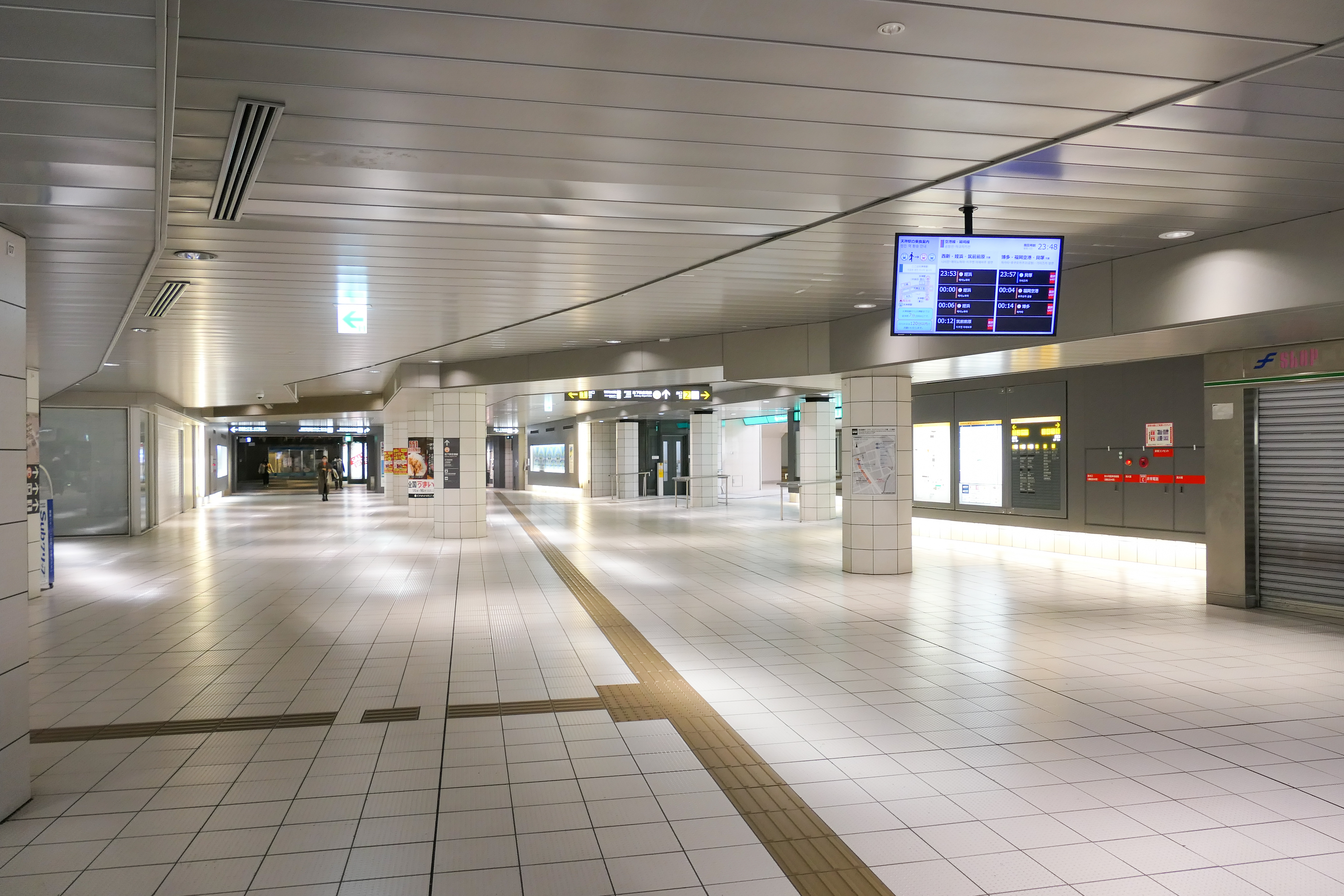
コンコース（2022年12月）
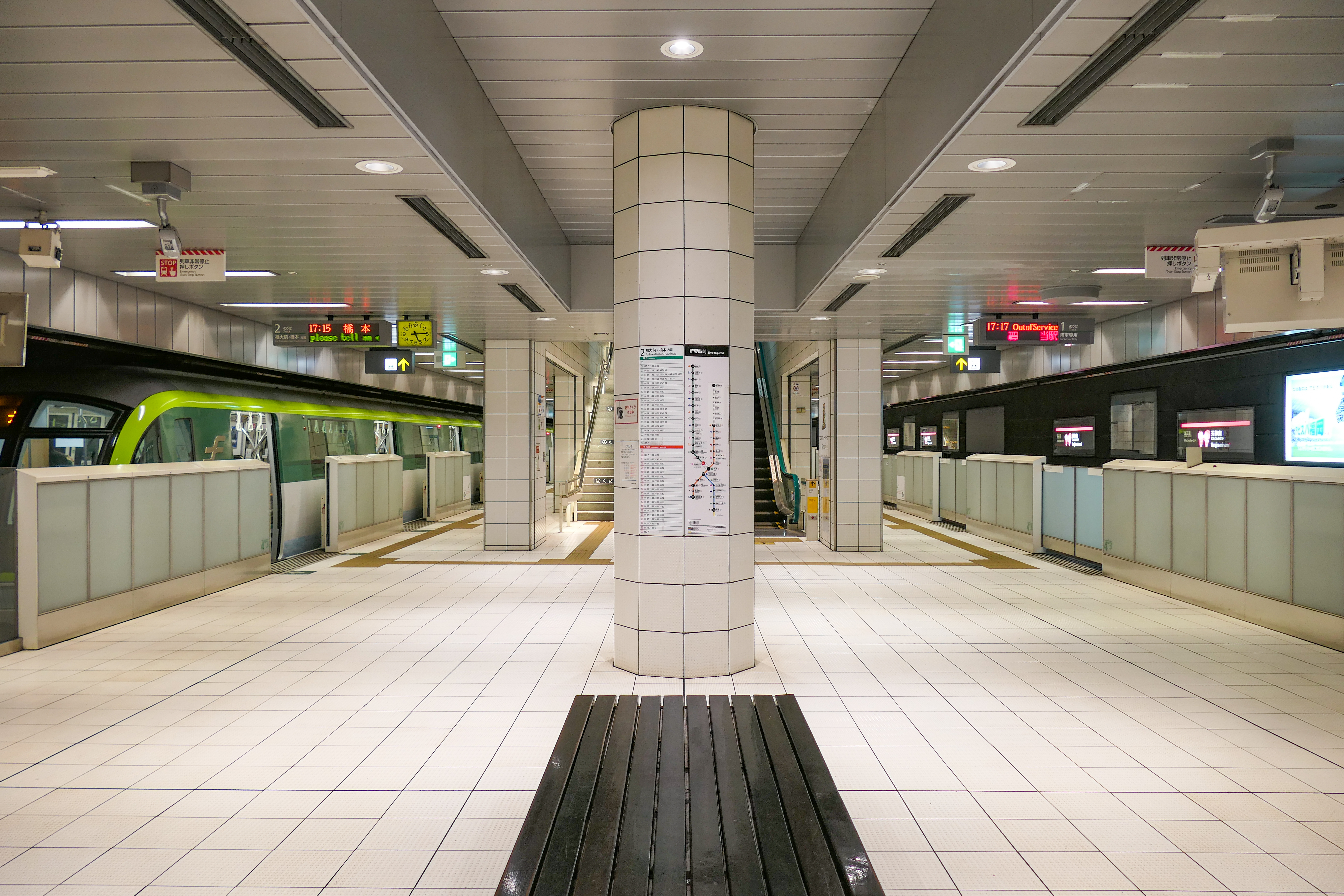
ホーム（2022年12月）
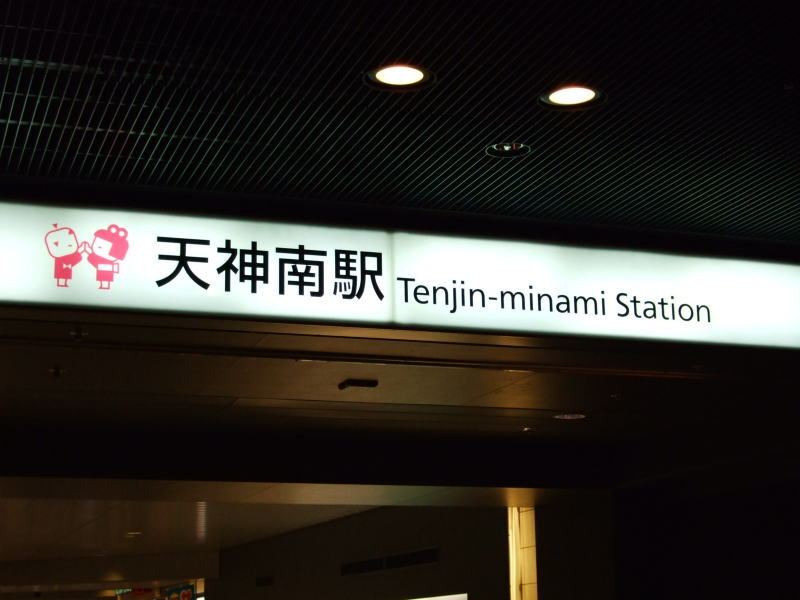
駅名標（2007年8月）

## 利用可能な他の鉄道路線
- 西日本鉄道（西鉄）天神大牟田線 - 西鉄福岡（天神）駅（2番出口から西へ約150 m）

このほか、当駅の北側約500 mの場所に福岡市地下鉄空港線天神駅があり、当駅に接続している天神地下街を通って往来することが可能である。
開業以来、天神駅との接続を行っており、当駅の改札内を出場してから120分以内に天神駅の改札内に入場する場合に限り、当駅と天神駅を同一駅扱いとして営業キロを通算した運賃で乗車することが可能であった。2023年（令和5年）3月27日に七隈線の当駅 - 博多駅間延伸開業に伴い、空港線への乗り換え駅が当駅から博多駅へ変更されたため、この乗継制度は廃止された。

## 利用状況
2023年度の1日平均乗車人員は20,740人である。七隈線の駅では博多駅に次ぐ第2位で、福岡市交通局全線では博多駅、天神駅、福岡空港駅に次ぐ第4位である。
開業以降の1日平均乗車人員の推移は下表のとおりである。
| 年度               | 1日平均 乗車人員 | 1日平均 乗継人員 | 合計   |
| ------------------ | ---------------- | ---------------- | ------ |
| 2004年（平成16年） |                  |                  | 16,110 |
| 2005年（平成17年） | 8,514            | 4,967            | 13,481 |
| 2006年（平成18年） | 10,170           | 5,325            | 15,495 |
| 2007年（平成19年） | 11,046           | 5,652            | 16,698 |
| 2008年（平成20年） | 11,513           | 6,014            | 17,527 |
| 2009年（平成21年） | 11,646           | 6,587            | 18,233 |
| 2010年（平成22年） | 11,422           | 7,424            | 18,846 |
| 2011年（平成23年） | 11,351           | 8,152            | 19,503 |
| 2012年（平成24年） | 11,663           | 8,305            | 19,968 |
| 2013年（平成25年） | 12,076           | 9,000            | 21,076 |
| 2014年（平成26年） | 12,563           | 9,412            | 21,975 |
| 2015年（平成27年） |                  |                  | 22,992 |
| 2016年（平成28年） |                  |                  | 24,236 |
| 2017年（平成29年） |                  |                  | 25,312 |
| 2018年（平成30年） |                  |                  | 26,396 |
| 2019年（令和元年） | 14,517           | 11,946           | 26,463 |
| 2020年（令和02年） | 9,382            | 7,203            | 16,585 |
| 2021年（令和 3年） | 9,955            | 8,497            | 18,452 |
| 2022年（令和 4年） | 11,204           | 10,191           | 21,395 |
| 2023年（令和 5年） | 20,740           | (乗継廃止)       | 20,740 |

## 駅周辺
当駅は天神地区の南端部に立地しており、駅設備は国道202号（国体道路）の直下にある。駅のすぐ西にある渡辺通4丁目交差点で国体道路と福岡県道602号（渡辺通り）が直交している。
- 福岡市役所
- 西日本渡辺ビル
  - 大丸福岡天神店
  - 西日本新聞社本社
- 福岡三越
- 岩田屋
- ソラリアプラザ・ソラリアステージ
- 西鉄バス天神一丁目バス停
- ミーナ天神
- 福岡パルコ
- 天神ツインビル
- セブン・イレブン福岡渡辺通5丁目店
- エディー・バウアー天神店
- ビックカメラ天神1・2号館
- Luz福岡天神
- リッチモンドホテル福岡天神
- 天神中央公園
- 済生会福岡総合病院
- 福岡中央警察署
- Apple 福岡
- 西鉄天神高速バスターミナル
- 警固神社
- 警固公園
- 東横INN福岡天神
- ドン・キホーテ 福岡天神本店
- 福岡信用金庫 本店

## 登場作品
- 『君の膵臓をたべたい』 - 2018年のアニメ映画。主人公「僕」とヒロイン桜良が福岡を旅行するシーンで、実写版にはなかった天神南駅周辺の風景が登場する[12]。

## 隣の駅
福岡市交通局
 七隈線
渡辺通駅 (N15) - 天神南駅 (N16) - 櫛田神社前駅 (N17)